# Sobhuza I.
Sobhuza I. (* um 1780; † um 1839; auch Ngwane IV.) war von etwa 1805 bis zu seinem Tod Oberhäuptling (offiziell: Ngwenyama, deutsch: „Löwe“) von Ngwane, dem späteren Swasiland / Eswatini.

## Leben
Der spätere Sobhuza I. wurde als Sohn des Oberhäuptlings Ndvungunye (später Mavuso II., auch Zikhodze genannt) und dessen Nebenfrau Somnjalose Simelane, die zum herrschenden Nkhosi-Dlamini-Clan gehörten, geboren. Sein Name war Somhlolo (deutsch „das Wunder“). Bis heute wird der 6. September, Tag der Unabhängigkeit Eswatinis 1968, als Somhlolo Day gefeiert.
Seine Lebensdaten sind unklar, da sie auf mündlicher Überlieferung beruhen. Seine Mutter war nicht die Hauptfrau Lojiba, Somhlolo wurde aber Oberhäuptling, weil Lojiba keine männlichen Nachkommen hatte.
Zu Beginn von Sobhuzas Herrschaft im damaligen Ngwane-Reich im Süden des heutigen Eswatinis musste sich das Volk der mächtigen Ndwandwe und Zulu an der Südgrenze erwehren. Unter Sobhuza wurden die Amtssitze der Oberhäuptlingsfamilie Richtung Norden in den Bereich um Lobamba verlegt. Zugleich unterwarf er zahlreiche kleinere Clans, so dass das Reich an Bedeutung gewann. So gilt Sobhuza I. als Gründervater Eswatinis, auch wenn der Name Swasiland erst durch seinen Sohn und Nachfolger Mswati II. gebildet wurde.
Sobhuza I. vermied bewaffnete Konflikte mit den europäischen Immigranten in der Region. Dafür garantierten ihm die Briten die Unabhängigkeit Ngwanes.
Sobhuza I. hatte drei Ehefrauen. Mswati II. war ein Sohn der ersten Frau Sobhuzas.